# 최항 (야구 선수)
최항(崔恒, 1994년 1월 3일 ~ )은 KBO 리그 롯데 자이언츠의 내야수이다. 그의 형은 KBO 리그 SSG 랜더스의 내야수, 지명타자인 최정이다.

## SK 와이번스&SSG 랜더스시절

### 2017 시즌
3월 21일 두산과의 시범 경기에서 1루수로 교체 출장했는데 마침 3루수 땅볼이 나오면서 형인 최정이 송구하고 동생인 그가 포구했다.
6월 25일 kt 위즈와의 경기에 1루수로 선발 출장했다. 경기 초 평범한 내야 뜬공을 놓쳐 3실점의 빌미를 제공했지만 첫 타석에서 돈 로치를 상대로 1타점 2루타를 쳐 낸 후 득점까지 성공했다.
6월 29일 두산전에서 형인 최정의 대수비로 출전했고, 경기 후반에 적시타를 쳐 냈으나 후속타 불발로 득점은 하지 못했다.
8월 12일 kt전에서 데뷔 첫 3안타를 기록했는데, 경기 후반에 그의 타석에 대타로 형인 최정이 나왔다.
8월 16일에 4타수 3안타, 2득점, 1타점을 기록하며 좋은 모습을 보였지만 팀이 패배해 빛이 바랬다.
8월 19일 KIA전에서 데뷔 첫 홈런, 2루타 2개, 등 5타수 4안타로 맹활약했다.

### 2018 시즌
11월 2일 넥센과의 플레이오프 5차전에서 역전 3타점 2루타를 쳐 내 팀의 한국시리즈 진출에 기여했다.

## 롯데 자이언츠시절
2024년 KBO 리그 2차 드래프트를 통해 이적하였다.

## 출신 학교
- 대일초등학교
- 매송중학교
- 유신고등학교

## 통산 기록
| 연도 | 팀명  | 타율  | 경기 | 타수 | 득점 | 안타 | 2루타 | 3루타 | 홈런 | 루타 | 타점 | 도루 | 도실 | 볼넷 | 사구 | 삼진 | 병살 | 실책 |
| ---- | ----- | ----- | ---- | ---- | ---- | ---- | ----- | ----- | ---- | ---- | ---- | ---- | ---- | ---- | ---- | ---- | ---- | ---- |
| 2017 | SK    | 0.321 | 37   | 106  | 14   | 34   | 8     | 0     | 1    | 45   | 16   | 0    | 1    | 3    | 3    | 29   | 1    | 3    |
| 2018 | SK    | 0.293 | 98   | 222  | 38   | 65   | 12    | 1     | 7    | 100  | 35   | 2    | 2    | 25   | 8    | 57   | 1    | 10   |
| 2019 | SK    | 0.228 | 52   | 127  | 12   | 29   | 5     | 0     | 0    | 34   | 14   | 2    | 0    | 16   | 2    | 24   | 3    | 3    |
| 2020 | SK    | 0.265 | 47   | 132  | 21   | 35   | 3     | 0     | 2    | 44   | 15   | 1    | 0    | 21   | 1    | 27   | 3    | 3    |
| 2021 | SSG   | 0.275 | 34   | 69   | 5    | 19   | 2     | 1     | 0    | 23   | 7    | 0    | 0    | 6    | 2    | 16   | 4    | 3    |
| 2022 | SSG   | 0.100 | 15   | 20   | 0    | 2    | 0     | 0     | 0    | 2    | 1    | 0    | 0    | 2    | 1    | 7    | 0    | 0    |
| 2023 | SSG   | 0.286 | 21   | 28   | 3    | 8    | 1     | 0     | 1    | 12   | 6    | 0    | 0    | 5    | 0    | 12   | 1    | 4    |
| 2024 | 롯데  | 0.250 | 72   | 132  | 17   | 33   | 3     | 1     | 0    | 38   | 12   | 0    | 1    | 10   | 1    | 32   | 3    | 2    |
| 통산 | 7시즌 | 0.269 | 376  | 836  | 110  | 225  | 34    | 3     | 11   | 298  | 106  | 6    | 3    | 88   | 18   | 204  | 16   | 28   |